# Octavius Clason
Octavius Clason, auch Oktavius Clason, Pseudonym F. O. Colans (* 26. Dezember 1843 in Hamburg; † 18. März 1875 in Rom) war ein deutscher Althistoriker, Klassischer Philologe und Hochschullehrer.

## Leben
Die Grabmedaillons seiner Eltern
auf dem Alten Friedhof in Bonn
Octavius Clason kam in Hamburg als Sohn des Baumwollkaufmanns Nis Clason (1806–1881) und dessen Frau Henriette Margarethe, geb. Vles (1806–1861), zur Welt und wurde evangelisch getauft. Als er sechs Monate alt war, zogen seine Eltern in das damals dänische Herzogtum Schleswig, wo sein Vater um 1840 einen Hof erworben hatte, den er mit königlicher Erlaubnis Clasonsburg nannte. Dort verbrachte der junge Octavius die ersten sechs Jahre seiner Kindheit.
Im Mai 1850 übersiedelte die gesamte Familie nach Bonn. Nachdem Clason die Elementarbildung durch Privatunterricht erhalten hatte, wurde er im Herbst 1857 in die dritte Klasse des Bonner Gymnasiums aufgenommen und legte dort 1862 die Reifeprüfung ab. Im Wintersemester 1862/63 immatrikulierte er sich an der Universität Bonn für die Fächer Klassische Philologie und Geschichte, wo ihn Heinrich von Sybel sofort in das Historische Seminar aufnahm. Nach einem Semester wechselte Clason nach Göttingen und gehörte dort drei Semester lang dem Historischen Seminar von Georg Waitz an. Zum Wintersemester 1864/65 kehrte er nach Bonn zurück. Um die preußische Staatsbürgerschaft zu erwerben, leistete er als Einjährig-Freiwilliger den Militärdienst und nahm anschließend sein Studium in Bonn wieder auf. 
Beim Ausbruch des Deutschen Krieges (14. Juni 1866) zwischen Preußen und Österreich wurde Clason als Kavallerieoffizier einberufen. Er nahm an den Schlachten von Hühnerwasser, Münchengrätz und Königgrätz teil und stand mit seiner Division zuletzt kurz vor Wien. Nach Kriegsende im August 1866 kehrte er nach Bonn zurück, setzte sein Studium fort und wurde 1867 zum Dr. phil. promoviert. Seine Doktorarbeit über eine Pariser Handschrift der Briefe des Symmachus De Symmachi epistularum Codice Parisino specimen prius widmete er seinem Vater. In seinem Lebenslauf dankte er vor allem den Bonner Professoren Otto Jahn und Clemens Theodor Perthes.
Von 1870 bis 1871 nahm er als Leutnant am Deutsch-Französischen Krieg teil. Anschließend ging er an die Universität Rostock und habilitierte sich dort 1871. Als Privatdozent hielt er Vorlesungen über römische Geschichte ab; seine Forschungsarbeiten bezogen sich hauptsächlich auf die Geschichte der frühen und mittleren Republik. Am 14. Februar 1874 wurde er in Rostock zum außerordentlichen Professor der römischen Philologie, Altertumskunde und Alten Geschichte ernannt und erhielt anschließend ein Reisestipendium, das ihm einen Aufenthalt in Rom ermöglichte. Dort sammelte er Abklatsche von lateinischen Inschriften, mit denen er den Grundstock für die epigraphische Sammlung der Universität Rostock legte. Er selbst konnte das Material aber nicht mehr verwerten, denn bereits am 18. März 1875 starb er an Typhus. Seine Bibliothek wurde 1879 in Bonn versteigert. Es sollten dreißig Jahre vergehen, bis die althistorische Professur in Rostock wieder besetzt wurde.
Unter dem Pseudonym F. O. Colans verfasste Clason außerdem zwei Dramen: Tiberius (aufgeführt 1873) und Jugurtha.

## Schriften (Auswahl)
- De Symmachi epistularum Codice Parisino. Bonn 1867 (Dissertation).
- Plutarch und Tacitus: Eine Quellenuntersuchung. Berlin 1870.
- Tacitus und Sueton: Eine vergleichende Untersuchung mit Rücksicht auf die beiderseitigen Quellen. Rostock 1870.
- Kritische Erörterungen über den römischen Staat. 3 Hefte, Rostock 1871.
- Römische Geschichte. Band 4 und 5. Tübingen 1873–1876 (als Fortsetzung zur Römischen Geschichte von Albert Schwegler).
- Eine Sallust-Handschrift aus der Rostocker Universitäts-Bibliothek. Leipzig 1874.